# Avenida Eusebio Ayala
La Avenida Eusebio Ayala, abreviada generalmente como Avda. Eusebio Ayala, es una importante avenida de Asunción, Paraguay. Se inicia en la Calle General Aquino y termina en el cruce con la Avenida Madame Lynch, en la frontera con la ciudad de  Fernando de la Mora. Tras el cruce con Madame Lynch, la Avenida Eusebio Ayala cambia de nombre a Avenida Mariscal Estigarribia, también sigue con este nombre en la ciudad de San Lorenzo; en el otro lado, tras su cruce con la Calle General Aquino, esta sigue con el nombre de Silvio Pettirossi en el populoso Mercado 4.

## Toponimia
La avenida es nombrada así por el exgobernante paraguayo Eusebio Ayala.

## Importancia
La importancia de la avenida radica en el hecho de que dicha avenida constituye uno de los principales ejes viales de la capital, y es junto a la Av. Mcal. López, Av. Transchaco y la Av. Fernando de la Mora, una de las más importantes avenidas de ingreso a la capital. Asimismo constituye un paso o cruce obligatorio de los sanlorenzanos, fernandinos para dirigirse hasta el centro de Asunción.

## Lugares de interés
Los lugares importantes que se encuentran sobre esta avenida de noroeste a sureste son:
- Mercado 4
- Estadio Rogelio Livieres
- Tribunal Superior de Justicia Electoral
- Jockey Club Paraguayo
- Secretaría Nacional de Deportes
  - SND Arena
- Shopping Multiplaza

### Instituciones Educativas
- Colegio Nacional de la Capital (CNC)
- Colegio Nacional Campo Verde
- Instituto Superior de Educación (ISE)

## Infraestructura
La avenida está asfaltada en su totalidad. Su anchura varía de acuerdo a los barrios en los que pasa, existen tres viaductos en todo su recorrido, uno sobre la Av. Madame Lynch, el segundo sobre la Av. República Argentina y el último Av. General Santos, todos pasando sobre Eusebio Ayala.

## Viabilidad
La Avenida Eusebio Ayala es de doble sentido en toda su extensión.